# Gronovia scandens
Gronovia scandens är en brännreveväxtart som beskrevs av Carl von Linné. Gronovia scandens ingår i släktet Gronovia och familjen brännreveväxter. Inga underarter finns listade i Catalogue of Life.